# Colubrina berteroana
Colubrina berteroana är en brakvedsväxtart som beskrevs av Ignatz Urban. Colubrina berteroana ingår i släktet Colubrina och familjen brakvedsväxter. Inga underarter finns listade i Catalogue of Life.